# Arson Mapfumo
Arson Mapfumo (ur. 1 października 1963 r.) − zimbabwejski bokser, olimpijczyk.

## Kariera amatorska
W 1995 r. zdobył brązowy medal na Igrzyskach Afrykańskich, rywalizując w kategorii muszej. W 1996 r. reprezentował Zimbabwe na Igrzyskach Olimpijskich w Atlancie, rywalizując w kategorii muszej. Mapfumo przegrał swoją pierwszą walkę z Eliasem Recaido, odpadając z zawodów w 1/16 finału.